# Membri della 'Ndrangheta

## A
- Francesco Albanese[1]
- Carmine Alvaro[2]
- Cosimo Alvaro[3]
- Domenico Alvaro†
- Nicola Alvaro
- Nicola Alvaro detto "u zoppu"
- Salvatore Aquino†
- Santo Araniti
- Nicola Arena†
- Carmine Arena†

## B
- Carmelo Barbaro
- Domenico Barbaro†
- Francesco Barbaro†
- Giuseppe Barbaro[4]
- Giuseppe Bellocco
- Gregorio Bellocco
- Umberto Bellocco†
- Michele Bolognino (nipote di Domenico Megna)[5]
- Pasquale Bonavota

## C
- Antonio Cataldo[6]
- Francesco Cataldo[7]
- Giuseppe Cataldo†
- Giuseppe Coluccio
- Salvatore Coluccio[8]
- Antonio Commisso
- Francesco Commisso[3]
- Cosimo Commisso
- Domenico Condello
- Pasquale Condello
- Antonio Cordì†
- Cosimo Cordì†
- Antonio Cosco
- Carlo Cosco
- Giuseppe Cosco
- Domenico Cosco
- Giuseppe Crea[9]
- Teodoro Crea

## D
- Giuseppe D'Agostino[10]
- Carmine De Stefano[11]
- Giorgio De Stefano†
- Giorgio "L'Avvocato" De Stefano (detenuto dal 1996)
- Giorgio De Stefano (imputato nel Processo Gotha)
- Giuseppe De Stefano
- Orazio De Stefano[12]
- Paolo De Stefano†
- Paolo Rosario De Stefano
- Emilio Di Giovine[13]
- Giovanni De Certo (detenuto dal 1995 per omicidio, armi e traffico di droga)
- Giuseppe De Certo (condannato per narcotraffico, minacce, lesioni e favoreggiamento in tentato omicidio)

## F
- Giuseppe Farao
- Luigi Facchineri[14]
- Ernesto Fazzalari
- Francesco Fonti†

## G
- Rocco Gioffrè†
- Giuseppe Giorgi
- Nicolino Grande Aracri
- Ernesto Grande Aracri

## I
- Giuseppe Iamonte†
- Natale Iamonte†
- Remingo Iamonte
- Vincenzo Iamonte[15]
- Antonio Imerti
- Antonio Intrieri

## J
- Giuseppe Jerinò

## L
- Michele Labate[16]
- Antonino Latella[17]
- Antonio Libri[18]
- Domenico Libri†
- Rocco Lo Presti†[19]

## M
- Antonio Macrì†
- Vincenzo Macrì figlio di Antonio
- Antonio Mammoliti[20][3]
- Giuseppe Mammoliti[21]
- Saverio Mammoliti[20]
- Cosmo Mancuso
- Giovanni Mancuso
- Giuseppe Mancuso
- Giuseppe Salvatore Mancuso, arrestato per narcotraffico figlio di Pantaleone detto L'ingegnere.
- Luigi Mancuso
- Pantaleone Mancuso, detto Luni Scarpuni.
- Pantaleone Mancuso, detto Luni l'ingegnere.
- Cataldo Marincola
- Francesco Mazzaferro
- Giuseppe Mazzagatti
- Domenico Megna
- Franco Muto, detto Il Re del Pesce.
- Girolamo Molè
- Rocco Molè†
- Giuseppe Morabito
- Rocco Morabito[22]
- Rocco Morabito
- Salvatore Morabito[23]
- Rocco Musolino†, detto Il Re Nudo della Montagna.

## N
- Antonio Nirta†
- Giuseppe Nirta†
- Giuseppe Nirta†
- Giovanni Luca Nirta

## O
- Domenico Oppedisano[24]

## P
- Roberto Pannunzi[25]
- Antonio Papalia
- Domenico Papalia
- Rocco Papalia[3]
- Domenico Paviglianiti[26]
- Antonio Pelle alias "Ntoni Gambazza"†
- Antonio Pelle alias "la Mamma"[27]
- Francesco Pelle
- Giuseppe Pelle
- Salvatore Pelle[28]
- Sebastiano Pelle
- Giuseppe Perri
- Antonino Pesce
- Francesco Pesce alias "Cicciu testuni"[29]
- Salvatore Pesce[30]
- Vincenzo Pesce
- Antonio Piromalli
- Gioacchino Piromalli†[3]
- Girolamo Piromalli†
- Giuseppe Piromalli†
- Giuseppe Piromalli, figlio di Giuseppe

## R
- Antonio Romeo[31]
- Paolo Romeo (imputato nel Processo Gotha)
- Sebastiano Romeo†
- Diego Rosmini
- Antonio Rosmini
- Domenico Russelli[32]

## S
- Gaetano Santaiti[33]
- Paolo Sergi†
- Maria Serraino†
- Domenico Serraino†[3]
- Paolo Serraino
- Antonio Strangio[34]
- Giovanni Strangio
- Sebastiano Strangio[35]

## T
- Giovanni Tegano†[22]
- Pasquale Tegano[36]
- Domenico Trimboli
- Domenico Trimboli (1954)
- Robert Trimboli†
- Antonino Venanzio Tripodo
- Carmelo Giovanni Tripodo†
- Domenico Tripodo†
- Trifini Mario

## U
- Mario Ursino o Ursini
- Salvatore Ursino
- Antonio Ursino
- Francesco Ursino figlio di Antonio
- Luigi Ursino†

## V
- Michele Antonio Varano
- Francesco Vottari
- Giuseppe Vottari†
- Michele Varone†
- Rocco Varone
- Antonio Varone†
- Giorgio Varone†
- Giuseppe Varone†

## Z
- Antonio Zagari†
- Giacomo Zagari